# Amondauas
Amondauas ou   Amondawa são um povo indígena  presente no estado brasileiro de Rondônia, especificamente na Terra indígena Uru-Eu-Wau-Wau no município Mirante da Serra, onde havia 113 indivíduos desse grupo, em 2012. Sua língua é o amondaua, da família tupi-guarani.
Os amondauas realizam diversas festividades, entre elas o Ipuã e o Yreruá. Nesta última, os homens simulam fazer o lançamento de suas flechas enquanto tocam taboca; as mulheres dançam agarradas em seus braços. O "chefe" da festa toca a flauta maior (Yrerua) no meio da roda, conduzindo o ritmo da dança com marcações feitas com os pés.[carece de fontes?]